# Ахмаев, Ильяс Супьянович
Илья́с Супья́нович Ахма́ев (5 апреля 1986 года) — российский боец смешанных единоборств, чемпион России по грэпплингу, джиу-джитсу и боевому самбо, призёр Кубка Чёрного моря по смешанным единоборствам.

## Статистика выступлений в смешанных единоборствах
| Результат | Дата                 | Турнир                                | Соперник       | Страна    | Раунд | Время | Метод                              |
| --------- | -------------------- | ------------------------------------- | -------------- | --------- | ----- | ----- | ---------------------------------- |
| Победа    | 15 октября 2010 года | FC Bystriy Fights — 2                 | Алан Хосиев    | Россия    | 2     | 5:00  | Единогласное решение               |
| Победа    | 18 июня 2010 года    | IAFC — Pankration Caucasus Cup 3      | Тимур Шафагов  | Россия    | 1     | 4:15  | Сабмишном (удушение треугольником) |
| Победа    | 10 апреля 2010 года  | IAFC — Pankration Caucasus Cup 2      | Заур Бостанов  | Россия    | 2     | 3:40  | Сабмишном (удушение сзади)         |
| Победа    | 2 февраля 2010 года  | IAFC — Pankration Caucasus Cup 1      | Хизри Раджабов | Россия    | 2     | 3:15  | Сабмишном (выкручивание пятки)     |
| Победа    | 10 мая 2009 года     | WAFC — Kazakhstan Pankration Cup      | Назар Ахтабаев | Казахстан | 1     | 2:15  | Сабмишном (удушение треугольником) |
| Поражение | 10 апреля 2009 года  | PSFDC — Pancration SFD Championship 1 | Иван Надеин    | Россия    | 1     | 4:25  | Сабмишном (удушение треугольником) |